# جغرافيا كوسوفو
| \| \|                           |                                                                          |
| القارة                          | أوروبا                                                                   |
| المنطقة                         | البلقان                                                                  |
| إحداثيات جغرافية                |                                                                          |
| المساحة                         | 10,887 كم² (قائمة الدول حسب المساحة)                                     |
| الشريط الساحلي                  |                                                                          |
| الحدود الأرضية                  | 700.7 كم                                                                 |
| الدول المجاورة وطول الحدود معها | ألبانيا 111.8 كم, مقدونيا 158.7 كم, الجبل الأسود 78.6 كم, صربيا 351.6 كم |
| أعلى نقطة                       | Đeravica 2,656 متر                                                       |
| أدنى نقطة                       |                                                                          |
| فرق التوقيت                     |                                                                          |
|                                 |                                                                          |

جغرافيا كوسوفو تقع جمهورية كوسوفو في منطقة البلقان في أوروبا. تبلغ مساحتها 10,887 كم2 (4,203 ميل2) ويبلغ عدد سكانها حوالي مليوني نسمة.

## المناخ
تقع كوسوفو بين البحر الأبيض المتوسط والسلاسل الجبلية في منطقة جنوب شرق أوروبا، في شبه جزيرة البلقان. مما يمنحها البلاد مناخ ذو اختلاف كبير ومتنوع في درجات الحرارة، حيث يصل في الصيف إلى 30 درجة مئوية (86 درجة فهرنهايت)، وتصل شتاءً إلى -10 درجات مئوية. يتميز مناخ البلاد بالصيف الحار والشتاء البارد الثلجي.

## الجبال
تغلب الجبال على تضاريس كوسوفو. يقع جبال سار في الجنوب والجنوب الشرقي على الحدود مع جمهورية مقدونيا. توجد في المنطقة منتجعات للتزلج، بالإضافة إلى و Prevalac و Brezovica تعتبر أهم الوجهات السياحية في كوسوفو. تعتبر قمة Đeravica أعلى قمة في البلاد 2,656 متر (8,714 قدم) فوق مستوى سطح البحر، وتقع في الجنوب الغربي على الحدود مع ألبانيا.
تقع جبال كوباونيك في الشمال. المنطقى الوسطى درينكا، بينما تُعتبر كرنولجيفا Crnoljeva والجزء الشرقي من كوسوفو، والمعروفة باسم غولجاك Goljak أهم المناطق الجبلية في البلاد.